# Токарский, Ардалион Ардалионович
Ардалио́н Ардалио́нович Тока́рский (17 [30] ноября 1859, Баланда́ — 21 июля 1901, Москва) — российский психиатр, психолог и гипнолог, доктор медицины. Один из основоположников экспериментальной психологии в России.

## Биография
Родился в 1859 году в слободе Баланда́ Аткарского уезда Саратовской губернии. Родной брат депутата Государственной думы I созыва Александра Токарского.
В 1880 году окончил Саратовскую гимназию и поступил в Дерптский университет, откуда через год перевёлся в Императорский Московский университет. После окончания университета (1885) работал в лаборатории нервных и душевных болезней под руководством А. Я. Кожевникова. В 1886 году А. А. Токарский, по личному приглашению С. С. Корсакова, работал помощником директора в частной лечебнице для душевнобольных, основанной М. Ф. Беккер. В 1887 году А. А. Токарский получил должность ординатора в психиатрической клинике Московского университета, а в 1895 году становится директором данного учреждения.
С 1889 по 1892 год А. А. Токарский находился за границей, где проходил стажировку у Г. Гельмгольца, В. Вундта, Ж. М. Шарко, И. Бернхейма. В 1893 году получил степень доктора медицины за работу «Мерячение и болезнь судорожных подергиваний». «Меряком» (буквально — «злой дух») в Сибири называли человека, который непроизвольно подражал движениям других людей, или, также вопреки собственной воле, выполнял их приказания. Токарский посчитал это явление болезнью, а его основой — развившуюся до патологических размеров внушаемость.
В 1895 году становится приват-доцентом медицинского факультета Московского университета. А. А. Токарский первым в России начал преподавать экспериментальную психологию и психотерапию, а также два новых курса — «Физиологическая психология с упражнениями по психометрии» и «Терапевтическое применение гипнотизм»а.
В 1897 году А. А. Токарский совместно с П. П. Стрельцовым приобрёл частную лечебницу М. Ф. Беккер. При психиатрической клинике была организована психологическая лаборатория. Токарский первым ввёл показ лабораторных экспериментов и гипноза. На свои средства издавал журнал «Записки лаборатории». В 1900 годусовместно с А. А. Яковлевым Токарский основывает санаторий для нервно- и душевнобольных, внеся тем самым вклад в развитие психогигиены.
В 1900 году А. А. Токарский последний раз выступил на международном конгрессе с докладом о результатах применения гипноза в лечении алкоголизма.
21 июля 1901 года А. А. Токарский скончался в Москве после продолжительной болезни (от туберкулёза). Похоронен на кладбище Ново-Алексеевского монастыря, рядом с С. С. Корсаковым.

## Научная деятельность
А. А. Токарский занимал позицию материалистического детерминизма, был последователем И. М. Сеченова, рассматривая психическую жизнь как совокупность рефлексов головного мозга. Разрабатывал проблемы гипноза и внушения. Гипноз он считал видом физиологического сна и объяснял искаженные восприятия расстройством ассоциаций. В вопросе о свободе воли следовал Сеченову, не признавая в ней свободного начала, независимого от внешних воздействий.
В 1888 году вышла работа А. А. Токарского «Гипноз и внушение» — одна из первых в России монографий в области изучения гипнотизма. В данной работе подчёркивалась разница между применением гипноза в медицинских целях и публичными выступлениями гипнотизёров не-врачей.
В 1888 году А. А. Токарский ездил в Кяхту, где наблюдал неописанную ранее специалистами болезнь под изменчивым названием, которую он описал под именем мерячения. Вернувшись из поездки, опубликовал две научные работы — «Меряченье, или болезнь судорожных подергиваний» и «„Заклинание со стрелой“ тибетских лам». Меряками (злыми духами) в Сибири называли людей, которые непроизвольно подражали действием окружающих и даже вопреки своей воле выполняли их приказы. Это явление считалось болезнью, и А. А. Токарский полагал, что в её основе лежит патологическая внушаемость, присущая детям, душевнобольным и так называемым «примитивам», то есть представителям отсталых народностей.
По аналогии с триадой (дети, душевнобольные, «примитивы»), А. А. Токарский в своей работе «Психические эпидемии» описывал и толпу, главной особенностью которой является высокая внушаемость.
В 1889 году сделал доклад на III съезде общества русских врачей о вредном влиянии гипнотизма, особенно публичных выступлениях различных гипнотизеров, на сеансах которых «…презрение к личности загипнотизированного доходит иногда до невероятных пределов». А. А. Токарский настаивал на том, что гипноз может осуществлять только врач и только при доброй воли пациента.
А. А. Токарский утверждал, что эффект гипноза зависит от установок и мотивов пациента. Так как обычно представление о гипнозе связано со страхом, внушение у человека, незнакомого с этой процедурой, должно осуществляться с предельной осторожностью. Токарский говорил о недопустимости тона приказа в обращении к гипнотизируемому, критиковал практикующих гипноз за то, что они больше внимания уделяют соматическим феноменам (судорогам и т. д.), чем психическому состоянию субъекта, полагая, что наиболее интересное в гипнотических явлениях — их психический характер.
Он активно изучал опыт прямого и косвенного внушения целителей и служителей церкви. В своей книге «Терапевтическое применение гипнотизма» А. А. Токарский подробно описывает высокоэффективный способ священника Сергия Пермского, исцелявшего алкоголиков методом зарока. А. А. Токарский успешно лечил больных алкоголизмом гипнозом.
Состоял действительным членом Московского общества психологов, входил в редакционный комитет первого московского психологического журнала «Вопросы философии и психологии», а также был утверждён одним из редакторов основанного в Москве «Журнала невропатологии и психиатрии имени С. С. Корсакова».

## Интересные факты
- На выбор А. А. Токарским будущей профессии повлияла душевная болезнь матери[7]. После того, как она неудачно попыталась покончить с собой, А. А. Токарский начал изучать психиатрию[1].
- В 1896 году А. А. Токарский выступил на собрании Московского общества невропатологов и психиатров с большой речью «О глупости». Позже И. П. Павлов, зная об этой речи, прочитал две лекции — «О уме» и «О русском уме»[7].

## Основные труды
- Гипнотизм и внушение // Архив психиатрии и невралгии. — Харьков, 1887.
- Понятие воли и свободы воли // Труды Московского психологического общества. — М., 1889.
- К вопросу о вредном влиянии гипнотизирования. — СПб.: тип. М. М. Стасюлевича, 1889. — 46 с.
- Очерки из истории мысли // Вопросы философии и психологии. — М. —1890. — № 2. — С. 159—189.
- Гипнотизм в педагогии // Вопросы философии и психологии. — М. — 1890. — № 4. — С. 83—112.
- Терапевтическое применение гипнотизма: Докл., представл. на 4-м Съезде рус. врачей в Москве 3—10 янв. 1891 г. / [Соч.] А. А. Токарского. — Москва: тип. М. П. Щепкина, 1890. — [2], 89 с.
- Сознание и воля // Вопросы философии и психологии. — 1894. — № 24.
- Введение в изучение психологии // Записки психологической лаборатории Психиатрической клиники Императорского Московского университета. — Вып. 5. — 1896.
- Терапевтическое применение гипнотизма. — М., 1900.
- Мерячение и болезнь судорожных подергиваний. — Издание 2-е, исправленное и дополненное. — Москва: Типолитография В. Рихтер, 1893. — 182 с.
- Психические эпидемии // Вопросы философии и психологии. — М., 1893. — № 20.
- «Заклинание со стрелой» тибетских лам // Вопросы философии и психологии. — М. — 1894. — № 22.
- К вопросу об ассоциациях идей // Вопросы философии и психологии. — М. — 1894. — № 23.
- Сознание и воля // Вопросы философии и психологии. — М. — 1894. — № 24.
- Происхождение и развитие нравственных чувств // Вопросы философии и психологии. — М. — 1895. — № 26.
- О насильственных внушениях / А. А. Токарский, прив.-доц. Моск. ун-та. — Москва: Унив. тип., 1896. — [2], 24 с.
- Лечение пьянства внушением // Вопросы нервно-психической медицины. — Киев. — 1896. — № 1. — С. 404—409.
- О темпераменте // Вопросы философии и психологии. — М. — 1896. — № 31.
- О глупости // Вопросы философии и психологии. — М. — 1896. — № 35. — С. 679—698.
- Страх смерти // Вопросы философии и психологии. — М. — 1897. — № 40.